# Nikolai Artamonowitsch Makarow
Nikolai Artamonowitsch Makarow (russisch Николай Артамонович Макаров; * 9. April 1958 in Alma-Ata) ist ein ehemaliger sowjetischer Radrennfahrer und Weltmeister im Radsport.

## Sportliche Laufbahn
Makarow war im Bahnradsport aktiv. 1977 wurde er Mitglied der sowjetischen Nationalmannschaft. Bei den Bahnradsport-Weltmeisterschaften 1977 gewann er beim Sieg von Constant Tourné die Bronzemedaille im Punktefahren. Bei den Bahnradsport-Weltmeisterschaften 1979 holte er den Titel in der Einerverfolgung der Amateure vor Maurizio Bidinost. Bei den Bahnradsport-Weltmeisterschaften 1978 unterlag er im Viertelfinale gegen Detlef Macha.
1978 gewann er die nationale Meisterschaft in der Einerverfolgung. 1979 und 1980 wurde er Silbermedaillengewinner der All-Union-Meisterschaft in der Mannschaftsverfolgung. Er gewann die Rennen Großer Preis der sozialistischen Länder 1979 und Großer Preis von Tallinn 1983 in der Einerverfolgung.

## Berufliches
Nach Abschluss seiner Sportkarriere arbeitete er als Trainer im Nachwuchsbereich an einer Jugendsportschule in der Stadt Leninabad.